# Tillandsia denudata
Tillandsia denudata är en gräsväxtart som beskrevs av Éduard-François André. Tillandsia denudata ingår i släktet Tillandsia och familjen Bromeliaceae.

## Underarter
Arten delas in i följande underarter:
- T. d. denudata
- T. d. vivipara